# Carcelia albosericea
Carcelia albosericea là một loài ruồi trong họ Tachinidae.